# لويس فلوريس (كرة سلة)
لويس فلوريس (بالإنجليزية: Luis Flores)‏ مواليد 11 أبريل 1981 في جمهورية الدومينيكان، هو لاعب كرة سلة دومينيكي بدأ مسيرته الاحترافية في سنة 2004. تم اختياره من قبل فريق هيوستن روكتس خلال الدرافت. يبلغ طوله 6 قدم 2 بوصة (1.9 م). حقق المركز الثاني في دورة الألعاب الأمريكية 2003.

## المسيرة الاحترافية
لعب مع غولدن ستايت ووريورز في موسم 2004–2005، ثم لعب مع دنفر ناغتس في سنة 2005، ثم لعب مع روزيتو شاركز في الدوري الإيطالي في موسم 2005–2006، ثم لعب مع بالاكانسترو ريجيانا في موسم 2006–2007، ثم لعب مع فابريانو باسكت في سنة 2008.

## الميداليات
| الميدالية | المسابقة                    |
| --------- | --------------------------- |
| فضية      | دورة الألعاب الأمريكية 2003 |

## روابط خارجية
- لويس فلوريس على موقع الاتحاد الدولي لكرة السلة (الإنجليزية)
- لويس فلوريس على موقع إن بي أي (الإنجليزية)
- لويس فلوريس على موقع سبورتس رفرنس (الإنجليزية)
- لويس فلوريس على موقع الدوري الإسباني لكرة السلة (الإسبانية)
- لويس فلوريس على موقع كرة السلة الأوروبية.كوم (الإنجليزية)
- لويس فلوريس على موقع كلية كرة السلة في سبورتس رفرنس.كوم (الإنجليزية)
- لويس فلوريس على موقع ريلجم (الإنجليزية)
- لويس فلوريس على موقع بروبوليرز (الإنجليزية)
- لويس فلوريس على موقع سبورتس رفرنس (الإنجليزية)